# Герб Грозьова
Герб Грозьова — один з офіційних символів села Грозьово, Старосамбірського району Львівської області.

## Історія
Символ затвердила позачергова сесія Грозівської сільської ради 3-го (ХХІІІ) скликання рішенням від 13 квітня 1999 року.
Автор — Андрій Гречило.

## Опис (блазон)
У зеленому полі на срібній основі золота криниця під дашком із хрестом.
Щит вписаний у еклектичний картуш, увінчаний золотою сільською короною.

## Зміст
Криниця з дашком і хрестом фігурувала на печатках Грозівської громади у ХІХ ст.
Золота корона з колосків вказує на статус сільського населеного пункту.